# 郭河镇 (庐江县)
郭河镇，是中华人民共和国安徽省合肥市庐江县下辖的一个乡镇级行政单位。

## 行政区划
郭河镇下辖以下地区：
福元社区、郭河社区、马塘村、河口村、广寒村、北圩村、施湾村、南圩村、三畈村、元井村、三塘村、潘墩村、龙庙村和乐庄村。